# آنا ساترلند بیسل
آنا ساترلند بیسل (Anna Sutherland Bissell) (زادهٔ ۱۸۴۶ ـ درگذشت ۱۹۳۴)، اولین CEO زن در ایالات متحده و عضو هیئت‌مدیرهٔ شرکت بیسل بود که به‌خاطر جارو‌های برقی و جاروی فرش آن معروف است.

## اوایل زندگی
در ۲ دسامبر ۱۸۴۶، بیسل در ریور جان، نوا اسکوشیا چشم به جهان گشود. پدر بیسل، ویلیام ساترلند (زادهٔ ۱۸۱۱- درگذشت ۱۹۰۷)، ناخدا بود. مادر بیسل، النور (نی پوتنام) ساترلند (زادهٔ ۱۸۱۷- درگذشت ۱۸۵۳) بود.
در سنین کودکی، خانوادهٔ او به دی پر، ویسکانسین نقل‌مکان کردند و در آنجا ساکن شدند.

## حرفه
بیسل تا ۱۶ سالگی معلم مدرسه بود.
پس از ازدواج بیسل با ملویل آر. بیسل در ۱۹ سالگی، آن‌ها در کسب‌وکار ظروف سفالی و چینی جات شریک شدند. وبسایت Bissell Sweeper نقل می‌کند که خانم بیسل در مورد خاک اره‌ای که در فرش‌های آن‌ها جمع شده بود و به‌سختی زدوده می‌شد، به شوهرش گلایه کرد. در نتیجه او با اصلاح و بهسازی‌های بسیار توانست اختراعی جدید به‌نام جاروی فرش را به ثبت برساند. وقتی شوهر بیسل در سال ۱۸۷۶، جارو فرش بیسل را اختراع کرد، بیسل به فروشنده‌ای تبدیل شد که برای فروش این جارو از شهری به شهر دیگر رفت‌وآمد می‌کرد. بیسل فروشندهٔ چیره‌دستی بود.

### اجرائیات
بیسل پس از مرگ شوهرش در سال ۱۸۸۹ و درحالی‌که پنج فرزند داشت، مسئولیت این کسب‌وکار را برعهده گرفت و مدیر اجرایی شرکت بیسل شد.

بیسل دستورالعمل‌های جدیدی در مورد علائم تجاری و حق ثبت اختراع بنیان نهاد و جارو فرش بیسل را به بازار بین‌المللی عرضه کرد. تا سال ۱۸۹۹، او بزرگ‌ترین سازمان در نوع خود در جهان را ایجاد کرد.
در سال ۱۹۱۹، بیسل همچنین به ریاست شرکت بیسل رسید. او در مقام رئیس شرکت و رئیس هیئت‌مدیره، سیاست‌های مترقی نیروی کار ازجمله برنامه‌های پرداخت حقوق کارکنان و حقوق بازنشستگی کارگران را مدت‌ها قبل از این‌که این رویه‌ها در صنعت فراگیر شود، مطرح کرد.
در مورد بیسل می‌گویند: «او به روشی که سایر زنان زمان خود فرانسوی می‌خواندند، در بازرگانی تحصیل کرد». او با پیچیدگی‌های فزایندهٔ صنعت‌گرایی همگام بود و از تمام جنبه‌های تولید در شرکت بیسل آگاه بود.

## بشردوستی
بیسل یکی از اعضای اصلی باشگاه ادبی بانوان، عضو دائمی باشگاه شهر زنان و عضو فعال زونتا بود. او در هیئت‌مدیرهٔ The Clark Memorial Home فعالیت کرد و سال‌ها تنها بانوی عضو انجمن ملی لوازم فلزی خانگی مردان بود.
بیسل بشردوستی سخاوت‌مند بود. او نخستین زن معتمد کلیسای اسقفی پروتستان بود و در خانهٔ بیسل که برنامه‌ای تفریحی و آموزشی برای گرند رپیدز، جوانان میشیگان و زنان مهاجر بود، فعالانه مشارکت داشت. او همچنین در هیئت‌مدیرهٔ آنچه که قرار بود بعدها خانهٔ کودکان بلاجت شود، فعالیت کرد.

## زندگی شخصی
بیسل همسر ملویل روبن بیسل بود. آن‌ها پنج فرزند به نام‌های آنا دوتل بیسل (زادهٔ ۱۸۶۸)، لیلی می بیسل (زادهٔ ۱۸۷۱)، ملویل روبن بیسل (زادهٔ ۱۸۸۲)، هاروی بیسل (زاده‌ی۱۸۸۵) و ایروینگ جوی بیسل (زادهٔ ۱۸۸۸) داشتند. در سال ۱۸۸۹، شوهر بیسل بر اثر ابتلا به ذات‌الریه درگذشت.
بیسل در ۸ نوامبر ۱۹۳۴، در گرندرپیدز، میشیگان چشم از جهان فروبست. بیسل در قبرستان اوک هیل در گرند راپیدز، میشیگان آرمیده است.

### میراث
در ژوئیه ۲۰۱۶، از مجسمهٔ هفت فوتی (۱/۲ متری) بیسل رونمایی شد. این مجسمه خارج از گالری بزرگ دِواس پلِیس در گرند رپیدز، میشیگان قرار دارد. مجسمهٔ برنزی «آنا بیسل (زادهٔ ۱۸۴۶ ـ درگذشت ۱۹۳۴)» را آن هیرش طراحی کرده‌است. خانوادهٔ پیتر سکیا منابع مالی ساخت آن مجسمه را تأمین کرده‌است.
اکنون دیگر اثری از خانهٔ بیسل که به نام خانهٔ بیسل در گرند رپیدز، میشیگان معروف است، وجود ندارد. بااین‌حال، امروزه محل آن از سوی ایستگاه وابسته به تلویزیون NBC WOOD-TV تصرف شده است.